# Level Plains (Alabama)
Level Plains é uma cidade  localizada no estado americano do Alabama, no Condado de Dale.

## Demografia
Segundo o censo americano de 2000, a sua população era de 1544 habitantes.
Em 2006, foi estimada uma população de 1520, um decréscimo de 24 (-1.6%).

## Geografia
De acordo com o United States Census Bureau, a localidade tem uma área de 7,6 km², sem área coberta por água.

## Localidades na vizinhança
O diagrama seguinte representa as localidades num raio de 24 km ao redor de Level Plains.